# Insider
Insider (Eingeweihter; [ɪnˈsaɪdə(r)], englisch in-side, „innen“, „im Innern“, „drinnen“) ist jemand, der über Informationen verfügt, die der Allgemeinheit nicht bekannt sind.

## Allgemeines
Der Anglizismus hat sich im Deutschen im Jahre 1970 etabliert und wurde aus dem amerikanischen Sprachraum übernommen. Dabei wird davon ausgegangen, dass die Funktion oder Rolle des Insiders von außen betrachtet wird. Die erste Fassung der „Empfehlungen der Börsensachverständigenkommission beim Bundeswirtschaftsministerium zur Lösung sogenannter Insider-Probleme“ (Insiderhandels-Richtlinie) vom November 1970 trug erstmals in Deutschland der Tatsache Rechnung, dass bei Geschäften von Vorstands- und Aufsichtsratsmitgliedern mit Aktien ihrer Unternehmen aufgrund eines Informationsvorsprunges Probleme auftauchen können, die mit bestehendem Recht nicht befriedigend zu lösen waren.
Insiderwissen stellt sich stets als ungleiche Wissensverteilung in einer Gesellschaft dar. Insider sind „diejenigen, die zur Gruppe gehören, sich mit ihr identifizieren … und über das gruppenspezifische Wissen verfügen“. Die Insider selbst bezeichnen alle übrigen Personen als Außenstehende oder Außenseiter (englisch outsider). Primärinsider sind etwa an Verhandlungen beteiligte Personen, Vorstände oder Aufsichtsräte. Sekundärinsider sind Personen, denen Informationen – nicht unbedingt von Primärinsidern – weitergegeben wurden.

## Verwendung des Begriffs
Insider gibt es in vielen Fachgebieten. Erwähnt seien Arbeitsrecht, Börsenwesen, Journalismus, Netzjargon, Sicherheitsbehörden und Tourismus.

### Arbeitsrecht
Als Geheimnisträger (Insider) gelten im Arbeitsrecht alle Arbeitnehmer, die über die Kenntnis von Betriebs- und Geschäftsgeheimnissen verfügen. Während das Betriebsgeheimnis sich auf Wissen bezieht, das über technische und kaufmännische Grundlagen der individuellen Unternehmenstätigkeit besteht wie betriebliche Funktionen, Arbeits- oder Dienstanweisungen, Fertigungsverfahren sowie der Organisation eines Unternehmens, bezieht sich das Geschäftsgeheimnis auf Informationen wirtschaftlicher Art über das Unternehmen oder dessen Kunden (siehe Bankgeheimnis). Betriebs- und Geschäftsgeheimnis ist „jede im Zusammenhang mit einem Betrieb stehende Tatsache, die nicht offenkundig, sondern nur einem eng begrenzten Personenkreis bekannt ist und … geheim gehalten werden soll“. Diese Geheimnisse unterliegen dem Rechtsschutz der §§ 203 StGB (bestimmte Berufsgruppen) und § 204 StGB (Verwertung von Geheimnissen) und dem Gesetz zum Schutz von Geschäftsgeheimnissen (GeschGehG) vor unerlaubter Erlangung, Nutzung und Offenlegung (§ 1 GeschGehG). Die nachvertragliche Verschwiegenheitspflicht zur Geheimhaltung ist den Arbeitnehmern meist im Arbeitsvertrag auferlegt.

### Börsenwesen
Insider ist im Wertpapierrecht jemand, der Informationen über oder aus börsennotierten Unternehmen (Emittenten) früher als die Mehrheit der gegenwärtigen und potenziellen Aktionäre erhält. Insiderwissen ist die Kenntnis von Insidern, die der Mehrheit der Öffentlichkeit verborgen bleibt. Die Insiderinformation ist gemäß Art. 1 Nr. 1 Richtlinie 2003/6/EG vom 28. Januar 2003 eine „nicht öffentlich bekannte präzise Information, die direkt oder indirekt einen oder mehrere Emittenten von Finanzinstrumenten oder ein oder mehrere Finanzinstrumente betrifft und die – wenn sie öffentlich bekannt würde – geeignet wäre, den Börsenkurs dieser Finanzinstrumente oder den Kurs sich darauf beziehender Derivate erheblich zu beeinflussen“. Insiderwissen erlangen vor allem Berufe wie Bankkaufleute, Börsenhändler, Journalisten, Notare, Skontroführer, Steuerberater, Unternehmensberater, Wertpapierhändler, Wirtschaftsprüfer oder Funktionen wie Vorstand, Aufsichtsrat oder ein sonstiges Organ. Sie besitzen Insiderinformationen über nicht öffentlich bekannte Umstände, die den Emittenten oder dessen Emissionen betreffen und im Falle ihres öffentlichen Bekanntwerdens zur erheblichen Kursbeeinflussung geeignet sind. Beispielsweise soll eine Gewinnwarnung verhindern, dass Vorstand, Aufsichtsrat oder ein sonstiger Insider des Emittenten diese Informationen zu seinen Gunsten verwertet, während die Öffentlichkeit uninformiert bleibt. Die Insider könnten hierbei ihre Aktien zu einem höheren Börsenkurs verkaufen, solange sich die Gewinnwarnung durch fehlende Veröffentlichung noch nicht im Kurs ausgewirkt hat; denn Gewinnwarnungen führen meist zu Kursrückgängen.
Bis Oktober 2004 unterschied das deutsche Wertpapierrecht zwischen Primärinsidern und Sekundärinsidern. Als erstere galten Personen, die aufgrund ihres Berufs, Amts oder sozialen Status direkten Zugang zu Insiderinformationen verfügten wie Vorstand, Aufsichtsrat oder Organmitglieder eines Mutterunternehmens. Als Sekundärinsider wurden Personen angesehen, die Kenntnis von Insiderinformationen erlangten, ohne jedoch selbst Insider zu sein wie Mitarbeiter oder externe Personen (etwa Unternehmensberater, aber auch Putzfrauen). Das Anlegerschutzverbesserungsgesetz hob diese Unterscheidung im Oktober 2004 auf und änderte unter anderem das den Insiderhandel regelnde WpHG. Nach § 26 WpHG ist ein Emittent nunmehr verpflichtet, Insiderinformationen vor ihrer Veröffentlichung der BaFin und den Geschäftsführungen der Börsen, an denen seine Finanzinstrumente zum Handel zugelassen sind, mitzuteilen sowie unverzüglich nach ihrer Veröffentlichung dem Unternehmensregister zur Speicherung zu übermitteln. Gemäß Art. 17 Abs. 1 Marktmissbrauchsverordnung (MMVO) müssen Emittenten im Rahmen der Ad-hoc-Publizität der Öffentlichkeit Insiderinformationen so bald wie möglich bekanntgeben. Eine ständig zu aktualisierende Insiderliste verpflichtet zudem die Emittenten, ein Verzeichnis über alle Insider anzulegen. Insider sind gemäß Art. 18 Abs. 1 MMVO alle Personen als Arbeitnehmer oder Auftragnehmer, die Zugang zu Insiderinformationen haben.
Die ehemaligen Insiderhandels-Richtlinien vom November 1970 zählten zu den Insidern die Organmitglieder eines Unternehmens und der mit ihm verbundenen Unternehmen, Angestellte mit Zugang zu vertraulichen Informationen, Großaktionäre mit mehr als 25 % Aktienbesitz und Organe und Mitarbeiter von Kreditinstituten mit Kenntnis von Insiderinformationen. Diese Insiderhandels-Richtlinien untersagten, dass Insider unter Ausnutzung von Insiderinformationen Geschäfte in Insiderpapieren zum eigenen Vorteil oder zum Vorteil Dritter abschließen oder abschließen lassen. Sie wurden im August 1994 durch die §§ 12 ff. WpHG a. F. ersetzt, die im Juli 2016 wiederum zu einer Schadensersatzpflicht des Emittenten in § 97 WpHG bei unterlassener Insiderinformation umgeformt wurden.

### Journalismus
Werden Nachrichten oder Informationen von ihrer Quelle gegenüber der Presse mit einer Sperrfrist versehen, so gelten sie bis zum Ablauf der Frist als Insiderinformation, die nicht veröffentlicht werden darf. Seit November 2006 überlässt der Deutsche Presserat es der Verantwortung der Redaktionen, diese Sperrfristen zu beachten oder nicht.
Die vereinbarte Vertraulichkeit ist grundsätzlich zu wahren. Journalisten dürfen Insiderinformationen einem anderen nicht mitteilen oder zugänglich machen. Oft werden Insider im investigativen Journalismus als Informationsquelle genannt, wenn Skandale, strafbare Aktivitäten, Unregelmäßigkeiten oder Verfehlungen mit ihrer Unterstützung aufgedeckt werden. Der Presserat schreibt im Pressekodex vor, dass Informanten ohne die ausdrückliche Zustimmung der Quelle nicht preisgegeben werden dürfen.

### Netzjargon
Der Insiderwitz (englisch meme) ist ein Internetphänomen und wird im Netzjargon auf das Wort Insider verkürzt. Verwendet werden solche sogenannten „Insider“ häufig in Instant-Messaging-Diensten beispielsweise als Abwesenheitsnachrichten (englisch away messages) oder in Internetforen. Sie bestehen aus der Kombination eines Spruchs oder Zitats mit Fotos oder Videos. Außenstehende können eine Bemerkung oder die Pointe eines Witzes deswegen nur verständnislos verfolgen, weil sie nicht jener Gruppe angehören, von welcher die erzählte Geschichte handelt. Sie müssen erst in Hintergründe eingeweiht werden, also Insiderwissen erhalten, um ebenfalls schmunzeln zu können. Es kann sich aber auch um Informationen handeln, die nur bestimmte Personen etwas angehen.

### Sicherheitsbehörden
In der Kriminologie verfügen bestimmte soziale Gruppen (etwa Bandenkriminalität, organisierte Kriminalität durch Clans oder die Mafia, oder auch politische Parteien) über Täterwissen, das sie außerhalb ihrer Gruppe nicht preisgeben. Um an dieses Wissen zu gelangen, müssen Sicherheitsbehörden wie Polizei oder Verfassungsschutz gelegentlich sich der Insider (dort auch V-Mann genannt) bedienen.

### Tourismus
Besonders im Tourismus und in anderen Fachgebieten ist der Begriff des Insidertipps gebräuchlich. Wenn jemand wie der Reiseleiter oder Fremdenführer oder der Reisebericht nähere Kenntnis über eine besondere Situation/Landschaft/Örtlichkeit aus eigener Kenntnis hat, gibt er dieses Wissen als Geheimtipp an Interessierte weiter.

## Wirtschaftliche Aspekte
Insiderinformationen sind asymmetrische Informationen, weil der Insider früher, über mehr oder bessere Informationen verfügt als der Rest der Öffentlichkeit. Verwertet ein Insider diese Informationen beispielsweise durch Wertpapierorders, kann er Kursgewinne erzielen oder Kursverluste verhindern, was den übrigen Marktteilnehmern mangels Wissen verwehrt ist. Das Insiderhandelsverbot will solche asymmetrischen Informationen verhindern, indem es den Insiderinformationen besitzenden Marktteilnehmern eine Verwertung untersagt. Der Insider verfügt somit über einen Wissensvorsprung, den er nur dann für eigene Zwecke verwerten darf, wenn damit kein Verstoß gegen ein gesetzliches Verbot verbunden ist.
Der Whistleblower verfügt ebenfalls über Insiderwissen, das er aus geheimen oder geschützten Quellen durch Verstoß gegen Gesetze (Geheimnisverrat, Landesverrat) oder Arbeitsverträge (Betriebs- und Geschäftsgeheimnis) an die Öffentlichkeit bringt. In der Insider-Outsider-Theorie der Arbeitsmarktökonomik sind die Insider die Arbeitsplatzinhaber und die Outsider die Arbeitslosen.